# Paul Hait
Paul William Hait, född 25 maj 1940 i Pasadena i Kalifornien, är en amerikansk före detta simmare.
Hait blev olympisk guldmedaljör på 4 x 100 meter medley vid sommarspelen 1960 i Rom.